# FamilySearch
FamilySearch是一個提供家譜記錄，教育和軟體應用的非營利組織及網站。 它最初成立於1894年，當時是世界上最大的家譜探索組織--猶他家譜學會。
它是由耶穌基督後期聖徒教會所管理。
FamilySearch提供了對記錄，資源和服務的免費瀏覽，這些記錄，資源和服務旨在幫助人們更多地了解其家庭歷史。 這包括以下內容：
圖像搜尋:
讓使用者能搜索世界上最大的在線歷史文獻收藏，截至2020年3月，資料庫中圖像已超過40億張圖片。這也包括能夠免費瀏覽FamilySearch收藏的超過60,000個中國家譜，這也是世界上最大的中國家譜收藏網站。
家譜樹:
能夠讓使用者將自己紙本家譜中的人添加到家譜樹資料庫中。 家譜樹資料庫中目前已有超過10億個人名。
歷史紀錄:
歷史紀錄資料庫能夠讓使用者來此搜尋.  
其中包含少量但正在不斷增長的中國家譜，這些家譜都已被編製 "索引" 以便用戶能搜尋家譜中的個人名字。

## 歷史

### 猶他家譜學會
FamilySearch的前身，猶他州的家譜學會（GSU），成立於1894年11月1日。其目的是創建一個家譜圖書館，供學會會員和其他人使用，以共享有關家譜的教育信息，並收集家譜記錄，以為已逝者執行替代教儀。
它是在耶穌基督後期聖徒教會領袖的指導下成立的，該教會的會長團任命富蘭克林·D·理查茲為第一任會長。
該學會於1910年至1940年出版了《猶他州族譜和歷史雜誌》
猶他家譜學會在1938年開始將具有重要性的家譜製作成微卷記錄。1963年，微縮膠卷收藏被轉移到新建成的花岡岩山紀錄庫進行長期保存。
1975年，猶他家譜學會成為耶穌基督後期聖徒教會的族譜部門，後來又成為家譜部門。 
當時，西奧多·伯頓（Theodore M. Burton）任職期間，其首席執行官從執行董事更名為總裁。但是，“猶他州家譜學會會長”的頭銜和其他頭銜仍在使用，並授予其部門職員。
2000年，教會將其家譜和歷史部門合併為家庭和教會歷史部門，小理查德·E·圖雷（Richard E. Turley Jr.）成為新部門的常務董事兼猶他家譜學會總裁。
後來，這一決定被推翻，家譜部門與教會歷史部門分離，成為其自己的部門。

#### 猶他家譜學會歷任會長
| 名字                 | 任期      | 備註 |
| 富蘭克林·理查茲      | 1894–1899 |      |
| 安東·隆德            | 1900-1921 |      |
| 查爾斯·彭羅斯        | 1921–1925 |      |
| 安東尼·艾文斯        | 1925-1934 |      |
| 約瑟夫·菲爾丁·史密斯 | 1934–1961 |      |
| 杰尼烏斯·傑克遜      | 1961-1962 |      |
| 埃爾登·坦納          | 1963      |      |
| 霍華德·亨特          | 1964-1972 |      |
| 西奧多·伯頓          | 1972-1978 |      |
| 托馬斯·費恩斯        | 1978      |      |
| 羅伊登·德里克        | 1979-1984 |      |
| 理查·斯考德          | 1984-1988 |      |
| 理查德·克拉克        | 1988-1993 |      |
| 蒙特·布勞            | 1993-2000 |      |
| 小理查德·圖利        | 2000-2008 |      |

### FamilySearch
1998年，猶他家譜學會開始將紙本記錄數據化，並在1998年8月在耶穌基督後期聖徒教會領導人的決定下建立一個家譜網站。 
該網站於1999年5月首次以FamilySearch的形式向大眾開放。4月1日發布的Beta版本幾乎當機，由於受歡迎程度很高而過載。正式發布後僅幾天，該網站就獲得了大約1億次點閱率。 
為了處理負載，網站訪問者一次只能瀏覽該網站15分鐘。 1999年11月，增加了2.4億個個人名字，使數據庫中的人名達到了6.4億。
在2009年，耶穌基督後期聖徒教會發起了一個名為“ New FamilySearch”的合作樹系統。 它是“ FamilySearch 家譜樹”的前一個版本，並且僅對教會成員開放。該系統試圖將FamilySearch數據庫中的多個家譜提交合併到一棵樹中，但是它不允許用戶編輯他們尚未提交的信息。 向樹中的個人添加來源或確定多個提交中的信息是否正確也很困難。 到2011年4月，已經制定了將數據庫重新設計為更具協作性的平台的計劃。
2011年，FamilySearch網站進行了重大重新設計。 以前的站點只允許用戶一次只搜索一個數據庫，但是新版本允許站點範圍內搜索多個數據庫。 它還包括增加更多的數據庫以及一些數字化和索引微縮膠卷。
2012年11月16日，FamilySearch宣布新的Family Tree數據庫現已可供所有New FamilySearch的所有用戶使用，並且最終將逐步淘汰New FamilySearch數據庫。2013年3月5日，FamilySearch宣布每個人都可以使用Family Tree，無論他們是否是耶穌基督後期聖徒教會的成員。2013年4月16日，FamilySearch通過新功能和更改的配色方案徹底修改了網站的總體設計。 其中的一些新功能包括交互式扇形圖和一些打印功能，以及向家庭樹添加照片的功能。
2014年2月，FamilySearch宣布與Ancestry.com，findmypast和MyHeritage建立合作夥伴關係，其中包括與這些公司共享大量數據庫，並且使耶穌基督後期聖徒教會的成員能免費獲得這些公司的訂閱。 他們還與BillionGraves有長期關係，在這種關係中，墳墓的照相和索引圖像既可以在FamilySearch上搜索到，也可以與家譜中的個人鏈接。
到2015年底，FamilyTree擁有11億人口，並增加了247萬貢獻者。
2017年8月，FamilySearch停止向其家族歷史中心分發實物縮微膠卷，因為這些膠卷的數據圖像可大規模獲得，並且計劃對剩餘膠捲進行數據化。
在2018年5月，FamilySearch添加並數據化了他們的20億記錄。

## 活動

### 科技尋根研討會
自2011年以來，FamilySearch International每年組織一次名為科技尋根研討會的家譜歷史和技術會議。 它每年在猶他州鹽湖城的會議中心舉行。 家譜學者，技術開發人員和教會成員都受邀參加該會議。 2014年有近13,000人參加。 在2017年，它號稱世界上最大的家族史研討會議。它是由前三個會議的演變而來：數位化家族史和家譜會議，家譜史技術研討會和FamilySearch開發者會議。 
多年來，尋根科技研討會接待了許多名人，電視名人和演員作為主要演講人。

## 網頁

### 歷史紀錄
FamilySearch網站的主要服務是提供對數據影像和家譜記錄索引的瀏覽權限。 這些影像可以與許多數據庫一起搜索。 儘管對記錄的瀏覽始終是免費的，但是某些記錄的瀏覽受到限制，只能在特地的家譜中心，家譜圖書館或透過教會成員查看。
FamilySearch.org還包含猶他州鹽湖城的家庭歷史圖書館的目錄。 該圖書館保存著110多個國家，地區和財產的家譜記錄，其中包括240萬捲微縮膠卷的家譜記錄； 742,000張縮影; 310,000本書，連續出版物和其他格式； 和4,500種期刊。

### FamilySearch 家譜樹
FamilySearch的家譜樹是“一棵世界樹”，或者說是一個統一的數據庫，旨在讓家譜記錄中記錄的每個人成為可搜尋的對象。 所有FamilySearch用戶都可以添加人員，將其鏈接到現有人員或合併重複項。 出處，圖像和音訊檔案也可以附加到樹中的人身上。
耶穌基督後期聖徒教會的成員帳戶還另外具有一些特定功能，從而促進聖殿教儀的事工。
此外，FamilySearch允許用戶輸入同性婚姻或其他婚姻。

### 行動裝置應用程式
FamilySearch有兩個行動裝置應用程式：FamilySearch Tree和FamilySearch Memories。 它們在iOS和Android中均受支持，並有10種不同的語言以供操作。 當瀏覽“家譜”時，“ FamilySearch Tree”應用程式提供了FamilySearch網站上可用的大多數功能。 FamilySearch Memories應用程式可瀏覽“家譜”的“回憶”部分中的功能，並允許用戶錄製音訊檔並將照片從行動裝置應用程式直接上傳到FamilySearch家譜網站。

## 機構

### 家譜圖書館
FamilySearch負責猶他州鹽湖城家譜圖書館的運作。 該圖書館建於1985年，是由先前猶他家譜學會管理的圖書館演變而來。 該圖書館向公眾開放，並收集了大量國際家譜資料，包括微縮膠卷，書籍和數據資料。 圖書館的目錄及其許多數據資料位於FamilySearch網站上。

### 花崗岩山紀錄庫
FamilySearch將記錄的副本存儲在一個乾燥的，由環境控制的設施中，該設施建在猶他州鹽湖城附近的Little Cottonwood峽谷的花崗岩山中。 該存儲設施稱為花崗岩山紀錄庫。 保管庫存超過240萬捲微縮膠捲和100萬微縮膠片。

### 家譜中心
FamilySearch在全球140個國家/地區設有5100多個家譜中心。 這些中心是家譜圖書館的分支，通常位於耶穌基督後期聖徒教會教堂內。 他們的目的是幫助人們進行家譜研究，並提供對FamilySearch的家譜資料和軟體的瀏覽及幫助。

## 資料來源
- 關於FamilySearch （页面存档备份，存于）
- 尋找家譜中心（页面存档备份，存于）
- 科技尋根研討會（页面存档备份，存于）
- 已逝者資料庫（页面存档备份，存于）
- 世界族譜紀錄網站排名（页面存档备份，存于）
- FamilySearch 績效（页面存档备份，存于）
- FamilySearch新增兩千萬筆家譜影像（页面存档备份，存于）
- 將祖先的新轉向兒女，猶他家譜學會歷史（页面存档备份，存于）
- 家庭和教會歷史部門的變更
- 家譜樹功能現在開放給新的FamilySearch用戶（页面存档备份，存于）
- 和MyHeritage合作新增一千筆家庭歷史資訊（页面存档备份，存于）
- 世界上最大的線上家譜樹（页面存档备份，存于）
- FamilySearch允許用戶輸入同性婚姻或其他婚姻（页面存档备份，存于）

## 外部連結
- 免費家譜及族譜紀錄（页面存档备份，存于）
- FamilySearch英文維基百科（页面存档备份，存于）

1. ↑  .   [2020-06-04]. （原始内容存档于2020-06-02）.